# Xã McCalmont, Quận Jefferson, Pennsylvania
Xã McCalmont (tiếng Anh: McCalmont Township) là một xã thuộc quận Jefferson, tiểu bang Pennsylvania, Hoa Kỳ. Năm 2010, dân số của xã này là 1.082 người.